# Blokcoëfficiënt
De blokcoëfficiënt of volheidscoëfficiënt, {\displaystyle C_{b}} of {\displaystyle \delta }, van een schip is de verhouding tussen de volumes {\displaystyle V} van het onderwaterschip en {\displaystyle V_{b}} van de balk waarin het onderwaterschip precies past. Dit rechthoekige blok heeft de afmetingen: lengte tussen de loodlijnen {\displaystyle L_{ll}}, breedte {\displaystyle B} en diepgang {\displaystyle T}, zodat
{\displaystyle V_{b}=L_{ll}\times B\times T}
en
{\displaystyle C_{b}=\delta ={\frac {V}{V_{b}}}}
Een schip met een kleine blokcoëfficiënt is een slank schip, hoewel de prismatische coëfficiënt daar een betere maat voor is. Snelle schepen hebben in het algemeen een kleine blokcoëfficiënt. De volledige vorm van een schip ligt vast in het lijnenplan. Gebruikelijke waarden voor de blokcoëfficiënt van verschillende scheepstypen zijn:
| Type           | Cb          |
| -------------- | ----------- |
| Tanker         | 0,80 - 0,90 |
| Vrachtschip    | 0,70 - 0,80 |
| Containerschip | 0,60 - 0,75 |
| koelschip      | 0,55 - 0,70 |
| Fregat         | 0,50 - 0,55 |